# 60 mètres haies
Le 60 m haies est une épreuve d'athlétisme, généralement courue en salle, consistant à franchir cinq haies d'une hauteur de 1,067 m (42 pouces) pour les hommes (espoirs et seniors) , et 83,8 cm (33 pouces) pour les femmes (toutes catégories) sur la distance de 60 mètres.
Les cadets disputent cette épreuve avec des haies de 0,914 m (1 yard) pour les garçons et 0,762 m (30 pouces) pour les filles.
Le record du monde masculin est actuellement la propriété de l'Américain Grant Holloway avec le temps de 7 s 27, réalisé le 16 février 2024 à Albuquerque. La Bahaméenne Devynne Charlton détient quant à elle le record du monde féminin avec le temps de 7 s 65, performance établie le 3 mars 2024 lors des championnats du monde en salle à Glasgow.

## Records continentaux
Résultats en salle uniquement. Au 4 mars 2024.
| Continent        | Hommes | Hommes                           | Hommes         | Femmes | Femmes           | Femmes     |
| Continent        | Temps  | Athlète                          | Pays           | Temps  | Athlète          | Pays       |
| ---------------- | ------ | -------------------------------- | -------------- | ------ | ---------------- | ---------- |
| Afrique          | 7 s 52 | Shaun Bownes                     | Afrique du Sud | 7 s 75 | Tobi Amusan      | Nigeria    |
| Amérique du Nord | 7 s 27 | Grant Holloway                   | États-Unis     | 7 s 65 | Devynne Charlton | Bahamas    |
| Amérique du Sud  | 7 s 58 | Rafael Pereira Eduardo Rodrigues | Brésil         | 7 s 91 | Yvette Lewis     | Panama     |
| Asie             | 7 s 41 | Liu Xiang                        | Chine          | 7 s 82 | Olga Shishigina  | Kazakhstan |
| Europe           | 7 s 30 | Colin Jackson                    | Royaume-Uni    | 7 s 68 | Susanna Kallur   | Suède      |
| Océanie          | 7 s 56 | Chris Douglas                    | Australie      | 7 s 73 | Sally Pearson    | Australie  |

## Meilleurs performeurs

### Hommes

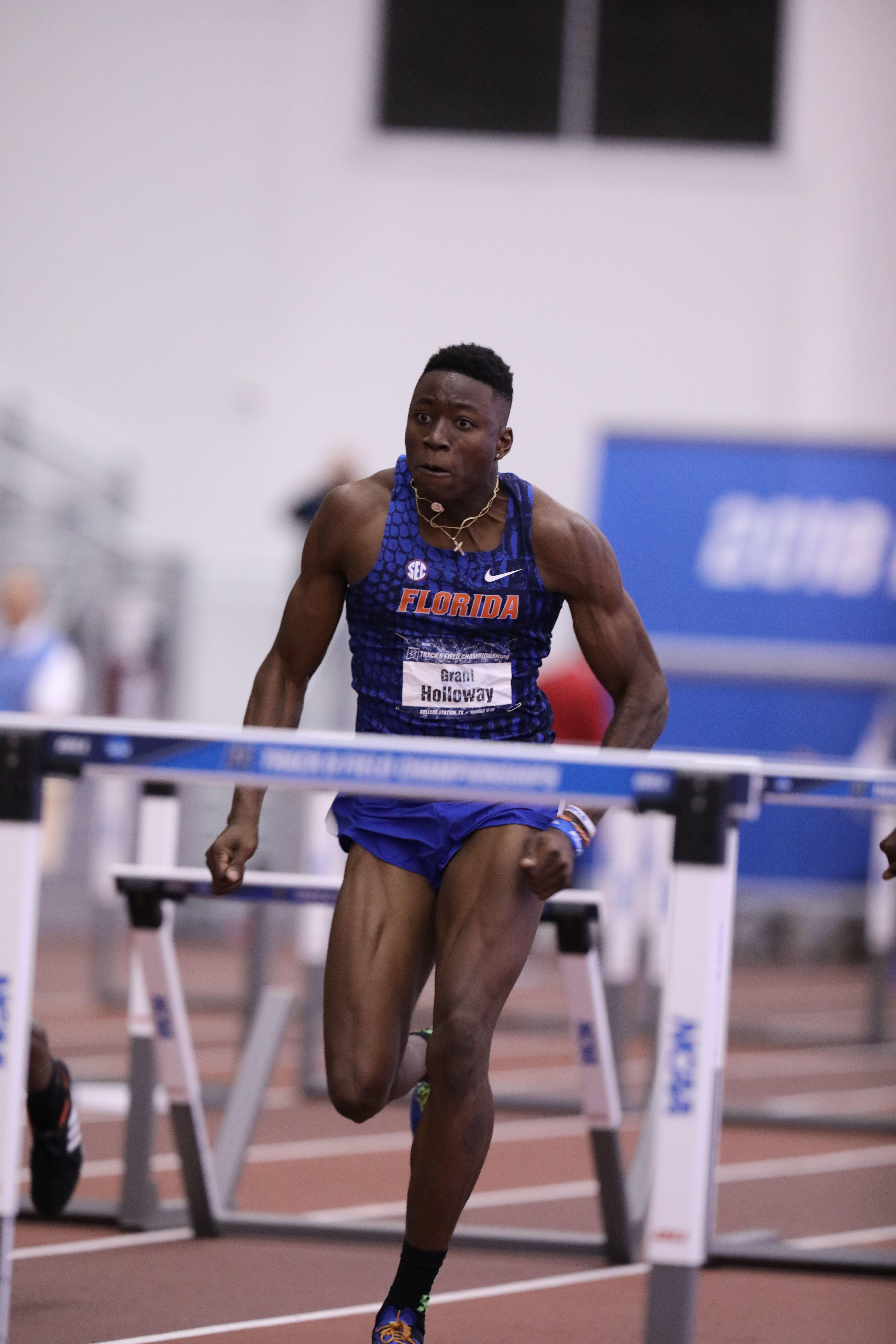
Grant Holloway détenteur du record du monde du 60 m haies

Résultats en salle uniquement. Au 4 mars 2024.
| Rang | Temps  | Athlète           | Pays        | Date            | Lieu         |
| ---- | ------ | ----------------- | ----------- | --------------- | ------------ |
| 1er  | 7 s 27 | Grant Holloway    | États-Unis  | 16 février 2024 | Albuquerque  |
| 2e   | 7 s 30 | Colin Jackson     | Royaume-Uni | 6 mars 1994     | Sindelfingen |
| 3e   | 7 s 33 | Dayron Robles     | Cuba        | 8 février 2008  | Düsseldorf   |
| 4e   | 7 s 36 | Greg Foster       | États-Unis  | 16 janvier 1987 | Los Angeles  |
| 4e   | 7 s 36 | Allen Johnson     | États-Unis  | 6 mars 2004     | Budapest     |
| 4e   | 7 s 36 | Terrence Trammell | États-Unis  | 14 mars 2010    | Doha         |
| 7e   | 7 s 37 | Roger Kingdom     | États-Unis  | 8 mars 1989     | Le Pirée     |
| 7e   | 7 s 37 | Anier García      | Cuba        | 9 février 2000  | Le Pirée     |
| 7e   | 7 s 37 | Tony Dees         | États-Unis  | 18 février 2000 | Chemnitz     |
| 7e   | 7 s 37 | David Oliver      | États-Unis  | 5 février 2011  | Stuttgart    |

### Femmes
Résultats en salle uniquement. Au 3 mars 2024.
| Rang | Temps  | Athlète             | Pays               | Date            | Lieu         |
| ---- | ------ | ------------------- | ------------------ | --------------- | ------------ |
| 1re  | 7 s 65 | Devynne Charlton    | Bahamas            | 3 mars 2024     | Glasgow      |
| 2e   | 7 s 67 | Tia Jones           | États-Unis         | 16 février 2024 | Albuquerque  |
| 3e   | 7 s 68 | Susanna Kallur      | Suède              | 10 février 2008 | Karlsruhe    |
| 4e   | 7 s 69 | Ludmila Engquist    | Union soviétique   | 4 février 1990  | Tcheliabinsk |
| 5e   | 7 s 70 | Sharika Nelvis      | États-Unis         | 18 février 2018 | Albuquerque  |
| 5e   | 7 s 70 | Kendra Harrison     | États-Unis         | 3 mars 2018     | Birmingham   |
| 7e   | 7 s 72 | Lolo Jones          | États-Unis         | 13 mars 2010    | Doha         |
| 7e   | 7 s 72 | Ackera Nugent       | Jamaïque           | 10 mars 2023    | Albuquerque  |
| 9e   | 7 s 73 | Cornelia Oschkenat  | Allemagne de l'Est | 25 février 1989 | Vienne       |
| 9e   | 7 s 73 | Sally Pearson       | Australie          | 10 mars 2012    | Istanbul     |
| 9e   | 7 s 73 | Christina Manning   | États-Unis         | 18 février 2018 | Albuquerque  |
| 9e   | 7 s 73 | Cyréna Samba-Mayela | France             | 3 mars 2024     | Glasgow      |